# 365年
| 千纪： | 1千纪                                                                                              |
| 世纪： | 3世纪 \| 4世纪 \| 5世纪                                                                            |
| 年代： | 330年代 \| 340年代 \| 350年代 \| 360年代 \| 370年代 \| 380年代 \| 390年代                          |
| 年份： | 360年 \| 361年 \| 362年 \| 363年 \| 364年 \| 365年 \| 366年 \| 367年 \| 368年 \| 369年 \| 370年    |
| 纪年： | 乙丑年（牛年）；东晋兴宁三年；前凉升平九年；代国建国二十八年；前秦甘露七年，建元元年；前燕建熙六年 |

## 大事记
- 中国
  - 三月，前燕慕容垂與慕容恪奪取東晉控制的洛陽，擊敗並俘虜晉將沈勁。
  - 东晋废帝司马奕继位。
  - 匈奴右賢王曹轂及左賢王劉衞辰反叛前秦，鄧羌復任建節將軍並出兵討伐劉衞辰，並成功於木根山生擒他，前秦仍封劉衛辰為夏陽公待之，讓其統率原部落。

## 出生
- 寇谦之，南北朝道士（448年去世，83岁）

## 逝世
- 司马丕，东晋哀帝（341年出生，24岁）